# 何塞·米格尔·阿尔瓦雷斯
何塞·米格尔·阿尔瓦雷斯·波索（西班牙語：José Miguel Álvarez Pozo，1949年11月26日—2016年5月31日），古巴男子篮球运动员。他曾代表古巴国家队参加1972年夏季奥林匹克运动会篮球比赛，获得一枚铜牌。